# 임실군·순창군 (1963년 선거구)
임실군·순창군은 대한민국의 옛 국회의원 선거구이다. 당시 전라북도 임실군, 순창군 지역을 관할했다.

## 역사
제6대 국회의원 선거를 앞두고 임실군 선거구와 순창군 선거구가 통합되면서 신설되었다.
제9대 국회의원 선거를 앞두고 남원군 선거구와 통합되어 임실군·남원군·순창군 선거구를 이루게 됨에 따라 폐지되었다.

## 역대 국회의원
| 선거   | 정당 | 정당       | 의원   |
| ------ | ---- | ---------- | ------ |
| 1963년 |      | 민주공화당 | 한상준 |
| 1967년 |      | 민주공화당 | 한상준 |
| 1971년 |      | 민주공화당 | 이정우 |

## 역대 선거 결과

### 대한민국 제6대 국회의원 선거
|  | 37.84% |

|  | 25.59% |

|  | 24.90% |

|  | 4.75% |

|  | 4.38% |

|  | 2.52% |

|  | 0% |

### 대한민국 제7대 국회의원 선거
|  | 53.17% |

|  | 23.29% |

|  | 19.84% |

|  | 2.39% |

|  | 1.29% |

### 대한민국 제8대 국회의원 선거
|  | 67.73% |

|  | 30.03% |

|  | 2.23% |